# Tubo di Thiele

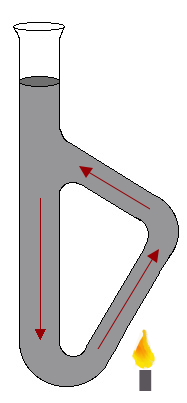
Disegno di un tubo di Thiele; le frecce rosse indicano le correnti convettive.

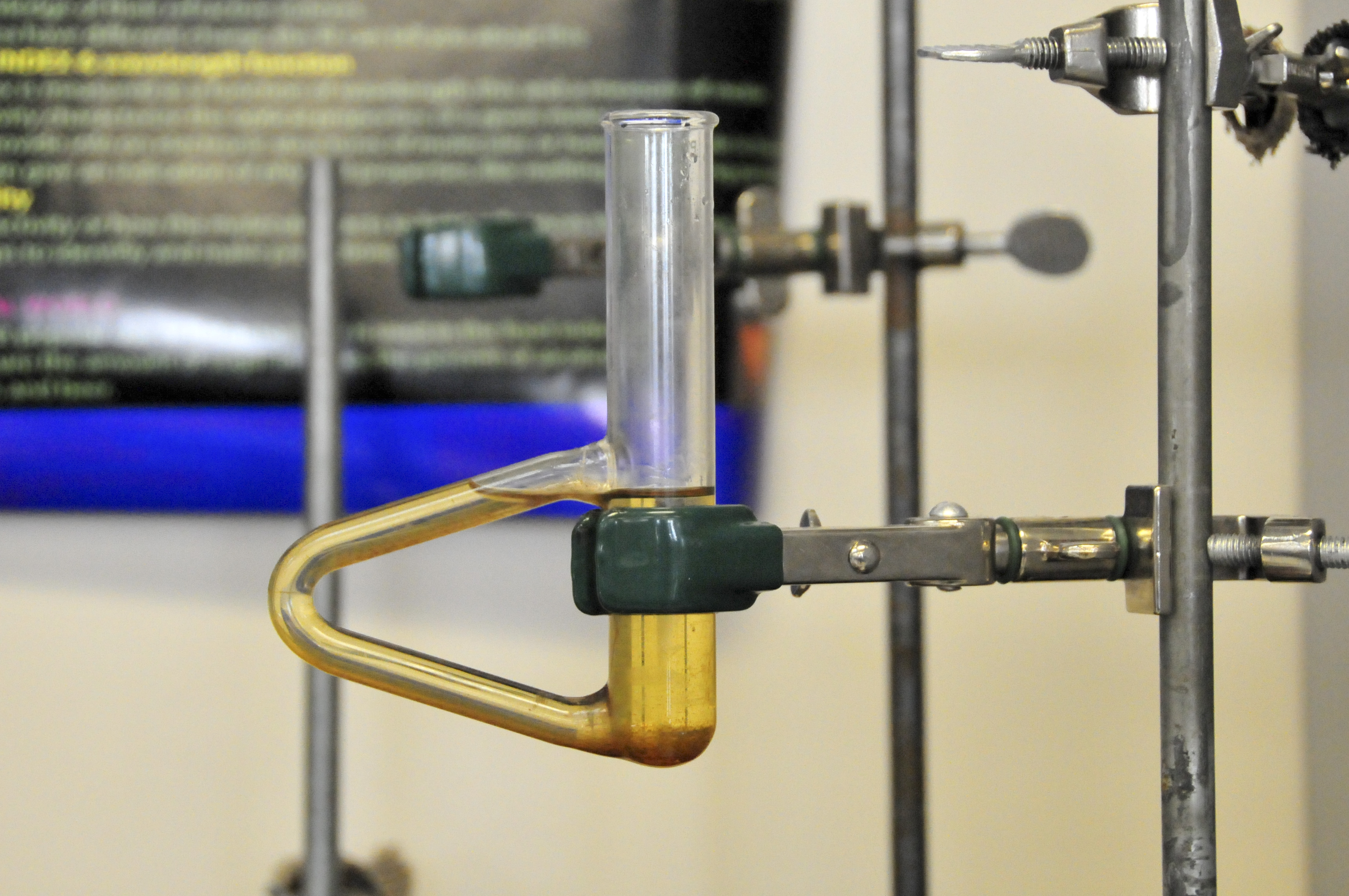
Fotografia di un tubo di Thiele. Il livello dell'olio è basso per compensare il volume spostato inserendo il termometro di misura.

Il tubo di Thiele è una attrezzatura di laboratorio chimico comunemente usata per determinare il punto di fusione di un composto. L'apparecchio è in sostanza una provetta con un canale laterale, contenente olio. È stato inventato dal chimico tedesco Friedrich Karl Johannes Thiele.

## Uso
Durante l'uso si scalda il canale laterale con una piccola fiamma o altro mezzo di riscaldamento. La forma particolare del tubo di Thiele permette una efficace circolazione dell'olio per convezione, creando un bagno d'olio di temperatura molto uniforme.

### Determinazione del punto di fusione
Una piccola quantità di campione è posta in un capillare di vetro saldato ad una estremità. Questo viene attaccato ad un termometro con un elastico, e immerso nell'olio nel tubo. Si scalda progressivamente e si osserva l'intervallo di temperatura in cui fonde il campione. Esistono anche apparecchiature dedicate per la determinazione automatica del punto di fusione.

### Determinazione del punto di ebollizione
Il campione è posto in una piccola provetta, legata al termometro con un elastico. Il tutto è immerso nel tubo di Thiele. Si inserisce nella piccola provetta un capillare saldato ad una estremità, con l'estremità aperta in basso. Si procede riscaldando il tubo di Thiele; dapprima dal campione si libera il gas disciolto. Dopo che il campione inizia a bollire, si interrompe il riscaldamento; la temperatura inizia a calare. La temperatura a cui il campione liquido è risucchiato nel tubo capillare fornisce il punto di ebollizione sperimentale del campione. Questo valore va poi corretto in base alla pressione atmosferica presente in laboratorio.